# Județul Dâmbovița (interbelic)
Județul Dâmbovița a fost o unitate administrativă de ordinul întâi din Regatul României, aflată în regiunea istorică Muntenia. Reședința județului era orașul Târgoviște.

## Întindere

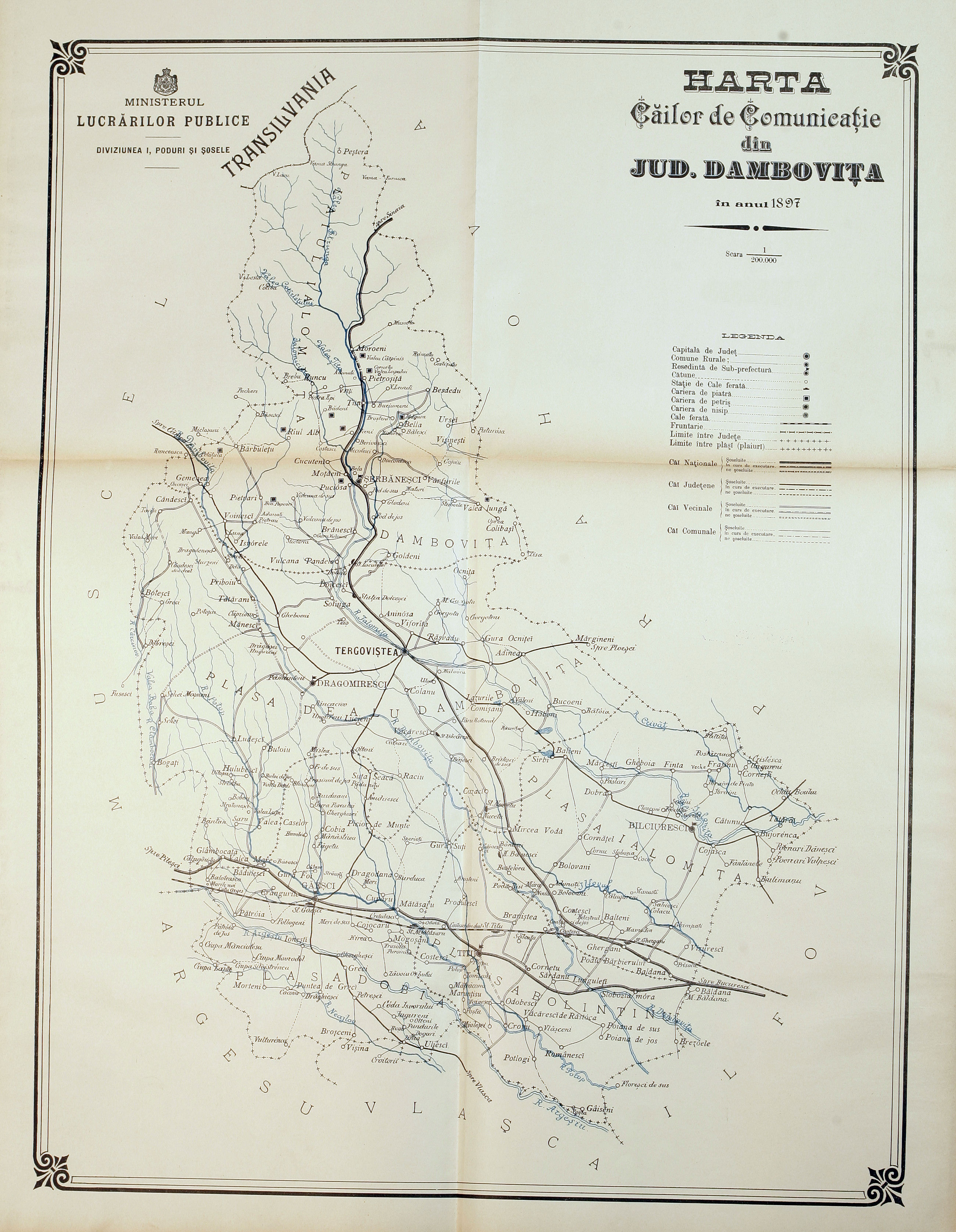
Harta județului Dâmovița în Atlasul Căilor de Comunicații din 1897

Pâna în anul 1918, județul Dâmbovița era un județ de frontieră. Se învecina cu Transilvania (ce făcea parte atunci din Austro-Ungaria) și cu județele românești Prahova, Ilfov, Vlașca, Argeș și Muscel. Denumirea județului venea de la râul Dâmbovița ce îl străbătea de la nord-vest la sud-est, trecând aproape prin centrul său.
Județul se afla în partea central-sudică a României Mari, în nordul regiunii Muntenia. Județul cuprindea mare parte din actualul județ Dâmbovița. Se învecina la vest cu județele Muscel și Argeș, la nord cu județul Brașov, la est cu județul Prahova, iar la sud cu județele Ilfov și Vlașca.

## Istorie
În anul 1864, domnitorul Alexandru Ioan Cuza dă prima lege de organizare administrativ-teritorială modernă a teritoriului României. Legea prevedea împărțirea țării în 33 de județe, având ca subdiviziuni plășile și comunele (urbane și rurale). Județele și comunele erau investite cu personalitate juridică și cu organe deliberative și executive: consiliul județean și prefectul (acesta din urmă ca reprezentant al guvernului în teritoriu), respectiv consiliul comunal
și primarul (în calitate de reprezentant al guvernului în teritoriu). Plășile erau simple subdiviziuni ale județelor, fără personalitate juridică, conduse de subprefecți, cu atribuții de supraveghere și control asupra autorităților comunale.
Aproape în toate comunele plaiurilor unite Dîmbovița-Ialomița și a plășilor unite Dealul-Dîmbovița se produceau foarte multe prune, din care se fabrica țuică de o foarte bună calitate și în mari cantități, situând județul Dâmbovița între primele din țară la cantiatea de țuică produsă. De asemenea se producea și vin, din viile de pe dealurile: Doicești, Aninoasa, Viforâta, Răzvad, Bușani și altele.
Județul avea și resurse naturale: sare (la Ocnița, Bezdead, Brănești și Glodeni), pucioasă (la Șerbănești-Podurile, Bezdead, Glodeni, Pietroșița și Vișinești), păcură (la Glodeni, Colibași, Vulcana/Vîlcana, Ocnița și Vișinești), cărbuni (la Șotânga- 2 mine în exploatare, Glodeni, Moroeni- în pădurea statului din muntele Brândușele, gips- în mari cantități la Pucioasa și Vulcana), pietre de moară (la Pietrari), var (la Brănești, Izvoarele, Runcu, Țîța, Vișinești, Vîlcana-Pandeli, Săcueni, Buciani, Comișani și altele). În județul Dâmbovița exista singura fabrică de praf de pușcă din România, în cătunul Lăculețele, comuna Glodeni, plaiul Ialomița (la nord de Târgoviște). La Râu Alb, Pietrari, Pietroșița și în alte comune se făceau costume naționale, țesături de lână se produceau la Moroeni, Pietrari și Râu Alb. Gara Titu era un important loc de desfacere a cerealelor.
Se organizau târguri rurale la: Cornățelu (de Sfânta Maria sau 8 septembrie), Voinești (8 noiembrie și Duminica Floriilor), Pietrari (7 ianuarie și 20 iunie), Băleni (24 iunie), Pătroaia (20 iunie), Brănești (20 iulie), Găești (de Sfânta Maria sau 8 septembrie și 20 iulie) și Podurile (27 iulie și 6 august).
În timpul dictaturii carliste, județul a făcut parte din ținutul Argeș. În 1950, a fost desființat de regimul comunist, iar teritoriul său a fost împărțit între raioanele Târgoviște și Pucioasa ale regiunii Prahova și raionul Găești al regiunii Argeș.

## Organizare

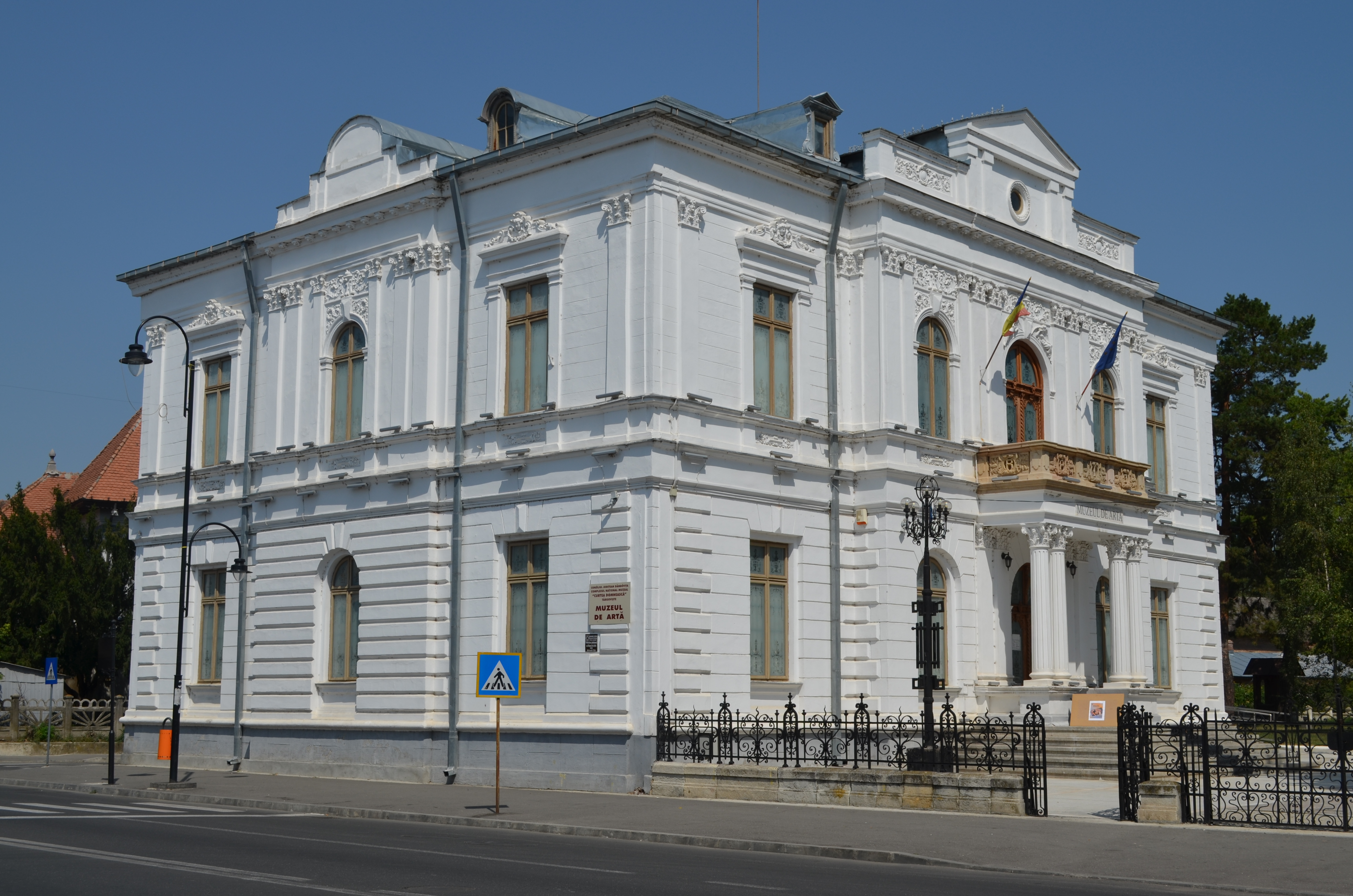
Clădirea Prefecturii județului Dâmbovița din perioada interbelică. Clădirea-monument istoric, construită în anul 1895 și situată pe Calea Domnească nr. 185, găzduiește în prezent Muzeul de Artă din Târgoviște.

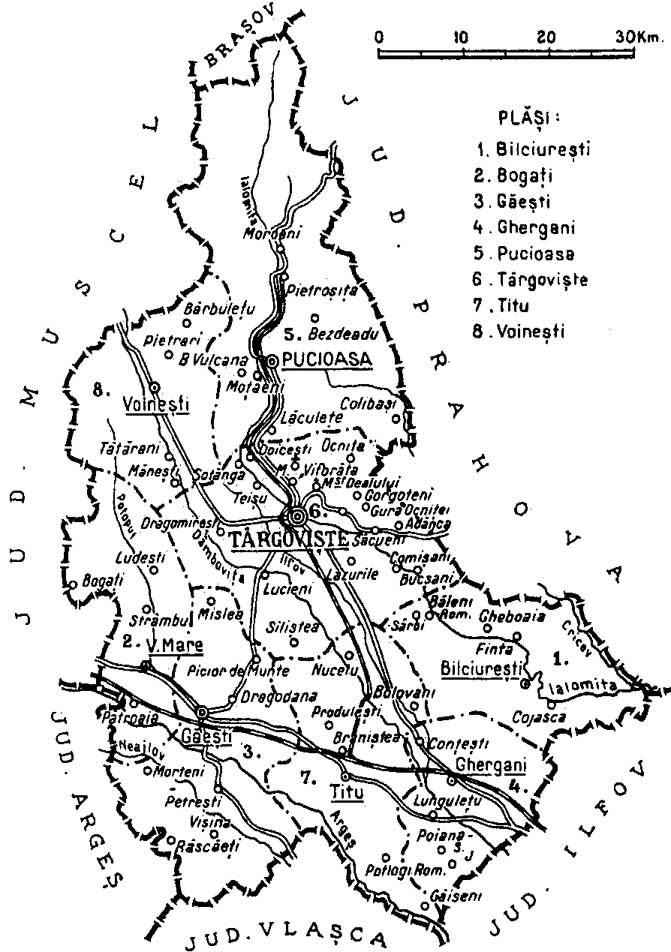
Harta județului, cu dispunerea și denumirea plășilor, în anul 1938.

Județul antebelic Dâmbovița era împărțit până în 1883 în 2 plaiuri: Dîmbovița și Ialomița și 5 plăși: Dîmbovița , Dealul, Cobia (cu reședința la Găești), Bolintinul (cu reședința la Titu) și Ialomița (cu reședința la Bilciurești). După 1883 plășile și plaiurile s-au comasat, numărul lor reducându-se la 4 plăși și un plai: Ialomița-Dîmbovița (cu reședința la Șerbănești-Podurile) și plășile Dealul-Dîmbovița (cu reședința la Dragomirești), Cobia, Bolintinul și Ialomița. Județul avea 116 comune rurale și 3 comune urbane.
În perioada interbelică, teritoriul județului era împărțit inițial în șase plăși:
1. Plasa Finta,
2. Plasa Găești,
3. Plasa Pucioasa,
4. Plasa Târgoviște,
5. Plasa Titu și
6. Plasa Voinești.

Ulterior, teritoriul județului a fost reorganizat în opt plăși, prin desființarea plășii Finta și înființarea a trei plăși noi:
1. Plasa Bilciurești,
2. Plasa Bogați și
3. Plasa Ghergani.

## Populație
Conform datelor recensământului din 1930 populația județului era de 309.676 de locuitori, dintre care 96,9% români, 2,1% țigani, 0,2% evrei, 0,2% maghiari, 0,1% germani ș.a. Din punct de vedere confesional a fost înregistrată următoarea alcătuire: 98,9% ortodocși, 0,3% romano-catolici, 0,3% mozaici, 0,1% adventiști, 0,1% greco-catolici ș.a.

### Mediul urban
Populația urbană a județului era de 33.398 de locuitori, dintre care 93,2% români, 2,0% evrei, 1,3% țigani, 1,2% maghiari, 0,5% greci ș.a. Sub aspect confesional orășenimea era formată din 94,8% ortodocși, 2,1% mozaici, 1,5% romano-catolici, 0,6% greco-catolici, 0,3% calvini, 0,3% lutherani ș.a.